# شهرستان بیدل (داکوتای جنوبی)
شهرستان بیدل، داکوتای جنوبی (به انگلیسی: Beadle County, South Dakota) یک سکونتگاه مسکونی در ایالات متحده آمریکا است که در داکوتای جنوبی واقع شده‌است.

## خصوصیات
شهرستان بیدل ۳٬۲۷۶ کیلومترمربع مساحت دارد.